# Diocese de Macapá

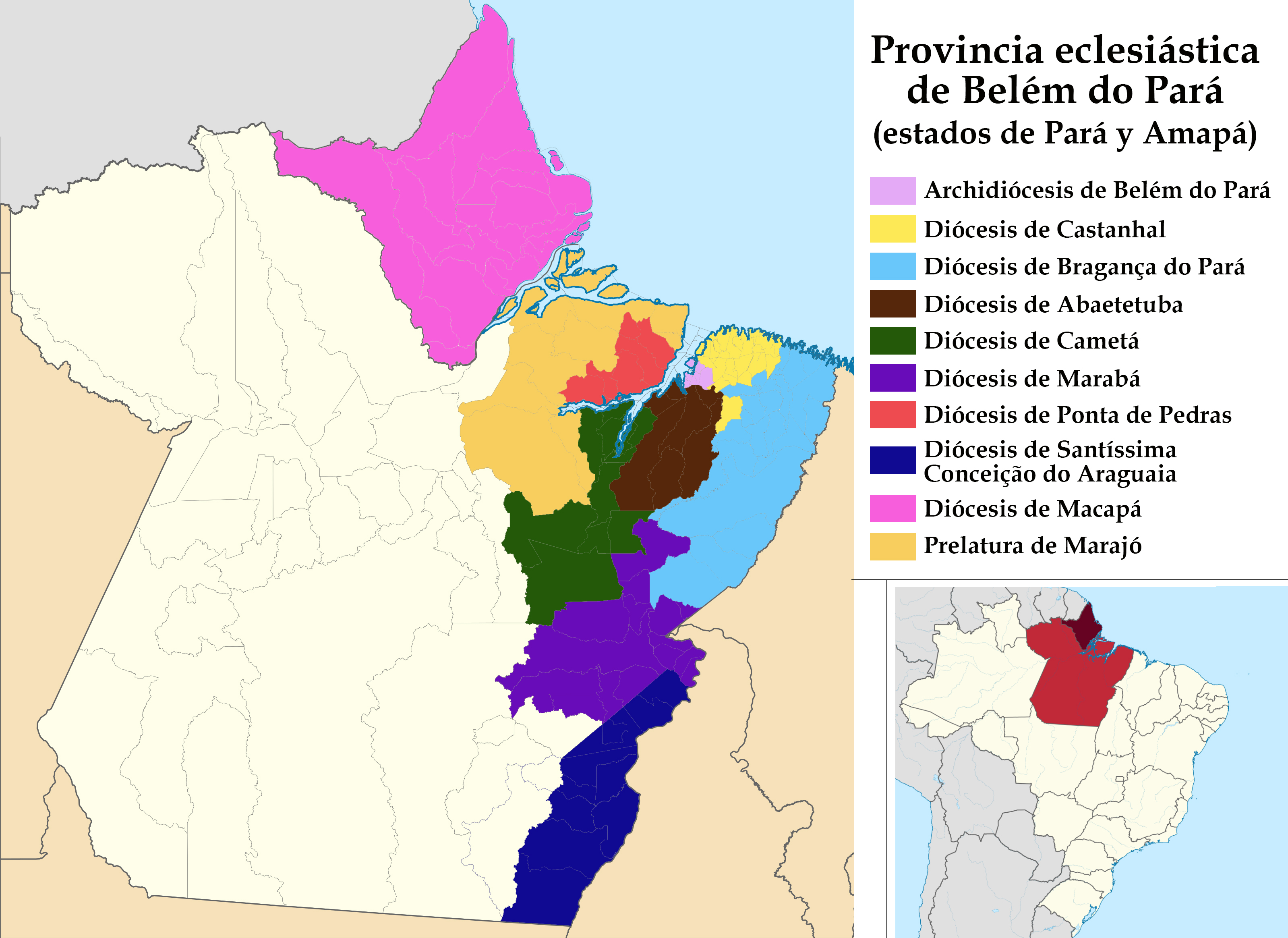
Província Eclesiástica de Belem do Pará.

A Diocese de Macapá (Dioecesis Macapensis) é uma circunscrição eclesiástica da Igreja Católica no Brasil, pertencente à Província Eclesiástica de Belém do Pará e ao Conselho Episcopal Regional Norte II da Conferência Nacional dos Bispos do Brasil, sendo sufragânea da Arquidiocese de Belém do Pará. 
A sé episcopal está na Catedral de São José, na cidade de Macapá, sendo a única diocese católica do estado do Amapá, contudo, fazem parte de sua jurisdição canônica algumas comunidades no estado do Pará. A Diocese ainda é composta por 29 paróquias distribuídas em seu território em seis regiões denominadas Vicariatos.

## Histórico
A primeira circunscrição religiosa católica de Macapá foi a Paróquia de São José de Macapá, ereta no dia 29 de dezembro de 1752, pelo bispo do Pará Dom Frei Miguel de Bulhões. Esta paróquia é coetânea à vila de São José de Macapá, núcleo fundacional da cidade de Macapá. Estas fundações datam do período pombalino, sendo rei de Portugal José I
No dia 8 de dezembro de 1912 os Missionários da Sagrada Família começam a trabalhar em Macapá, Mazagão e Amapá.
No dia 20 de junho de 1913 ocorre a fundação da Pia União das Filhas de Maria, em Macapá.
No dia 24 de junho de 1948 os padres do Pontifício Instituto de Milão chegam a Macapá.
A Prelazia de Macapá (Territorialis Praelatura Macapensis) foi ereta canonicamente pelo Papa Pio XII, por meio da bula Unius Apostolicae Sedis, de 1 de fevereiro de 1949, a partir de território desmembrado da então Prelazia de Santarém. Foi confiada pela Santa Sé aos cuidados do Pontifício Instituto das Missões (PIME). No dia 23 de março do mesmo ano a prelazia é instalada por Dom Frei Anselmo Pietrulla, OFM, bispo prelado de Santarém.
No dia 14 de fevereiro de 1950 o padre Aristides Pirovano, do PIME, é nomeado administrador apostólico de Macapá, função na qual permaneceu até 1955 quando de sua nomeação para o episcopado.
A prelazia foi elevada à dignidade de diocese no dia 30 de outubro de 1980, pela bula Conferentia Episcopalis Brasiliensis do Papa João Paulo II.

## Demografia e paróquias
Em 2004, a diocese contava com uma população aproximada de 339.000  habitantes, com 82,3 % de católicos.
O território da diocese é de 148.000 km.2, organizado em 28 paróquias.
A diocese abrange todo o estado do Amapá.
Vicariato I
Paróquia Nossa Senhora de Nazaré, Paróquia São Paulo VI, Paróquia Santa Cruz, Paróquia Nossa Senhora do Rosário e São João Calábria.
Vicariato II
Paróquia São Benedito, Paróquia São João Batista Piamarta, Paróquia Jesus de Nazaré e Paróquia Nossa Senhora de Fátima.
Vicariato III
Paróquia Sagrado Coração de Jesus, Cristo Bom Pastor e Jesus Bom Samaritano.
Vicariato IV
Paróquia São José - Catedral, Paróquia Nossa Senhora do Perpétuo Socorro, Paróquia Nossa Senhora da Conceição e Paróquia São Pedro.
Vicariato V
Paróquia Santa Teresinha do Menino Jesus, Paróquia Nossa Senhora do Perpétuo Socorro, Paróquia Nossa Senhora de Fátima e Sant'Ana e Paróquia São Pio de Pietrelcina e Bem-aventurado Pe. Luiz Monza.
Vicariato VI
Paróquia Santo Antônio, Paróquia São Pedro, Paróquia Santa Barbara, Paróquia Nossa Senhora da Assunção, Paróquia Nossa Senhora do Brasil, Paróquia São João Paulo II, Paróquia Divino Espírito Santo, Paróquia Nossa Senhora das Graças e Paróquia Cristo Libertador.

## Bispos
|                   | Nome                             | Período           | Notas                                                |
| Bispos diocesanos | Bispos diocesanos                | Bispos diocesanos | Bispos diocesanos                                    |
| ----------------- | -------------------------------- | ----------------- | ---------------------------------------------------- |
| 5º                | Antônio de Assis Ribeiro, S.D.B. | 2024-             | Atual                                                |
| 4º                | Pedro José Conti                 | 2004-2024         | Bispo emérito                                        |
| 3º                | Giovanni Risatti, P.I.M.E.       | 1993-2003         | Faleceu.                                             |
| 2º                | Luiz Soares Vieira               | 1984-1991         | Nomeado arcebispo de Manaus                          |
| 1º                | José Maritano, P.I.M.E.          | 1981-1983         | Renunciou.                                           |
| Bispos prelados   |                                  |                   |                                                      |
| 2º                | José Maritano, P.I.M.E.          | 1966-1981         | Renunciou.                                           |
| 1º                | Aristides Pirovano, P.I.M.E.     | 1955-1965         | Renunciou por ter sido eleito superior geral do PIME |